# دانيلو باروني
دانيلو باروني هو محامي وسياسي أرجنتيني، ولد في 12 يوليو 1922 في Calchaquí ‏ في الأرجنتين، وتوفي في 9 يونيو 2014 في ريسيستينسيا في الأرجنتين. نشط حزبياً في الحزب العدلي. وقد انتخب عضو مجلس الشيوخ الأرجنتيني ‏ عن دائرة محافظة تشاكو (3 مايو 1973 – 24 مارس 1976).